# Théâtre de Liège
Le théâtre de Liège, anciennement théâtre de la Place, est un théâtre belge situé à Liège. Auparavant établi place de l'Yser dans le quartier d'Outremeuse, il est depuis le 30 septembre 2013 installé dans les locaux de l'Émulation, place du XX août.

## Historique

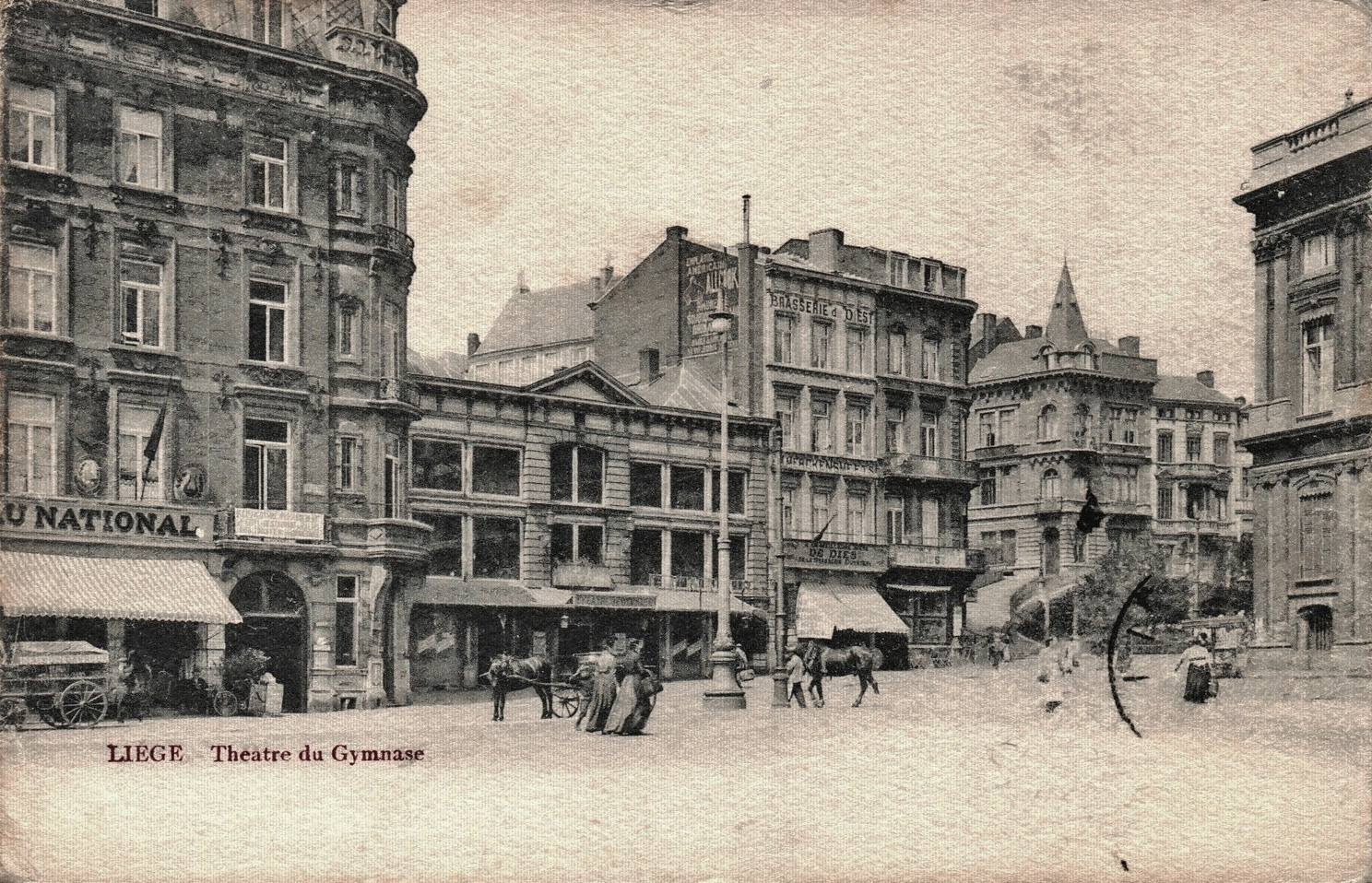
L'ancien théâtre royal du Gymnase construit en 1918

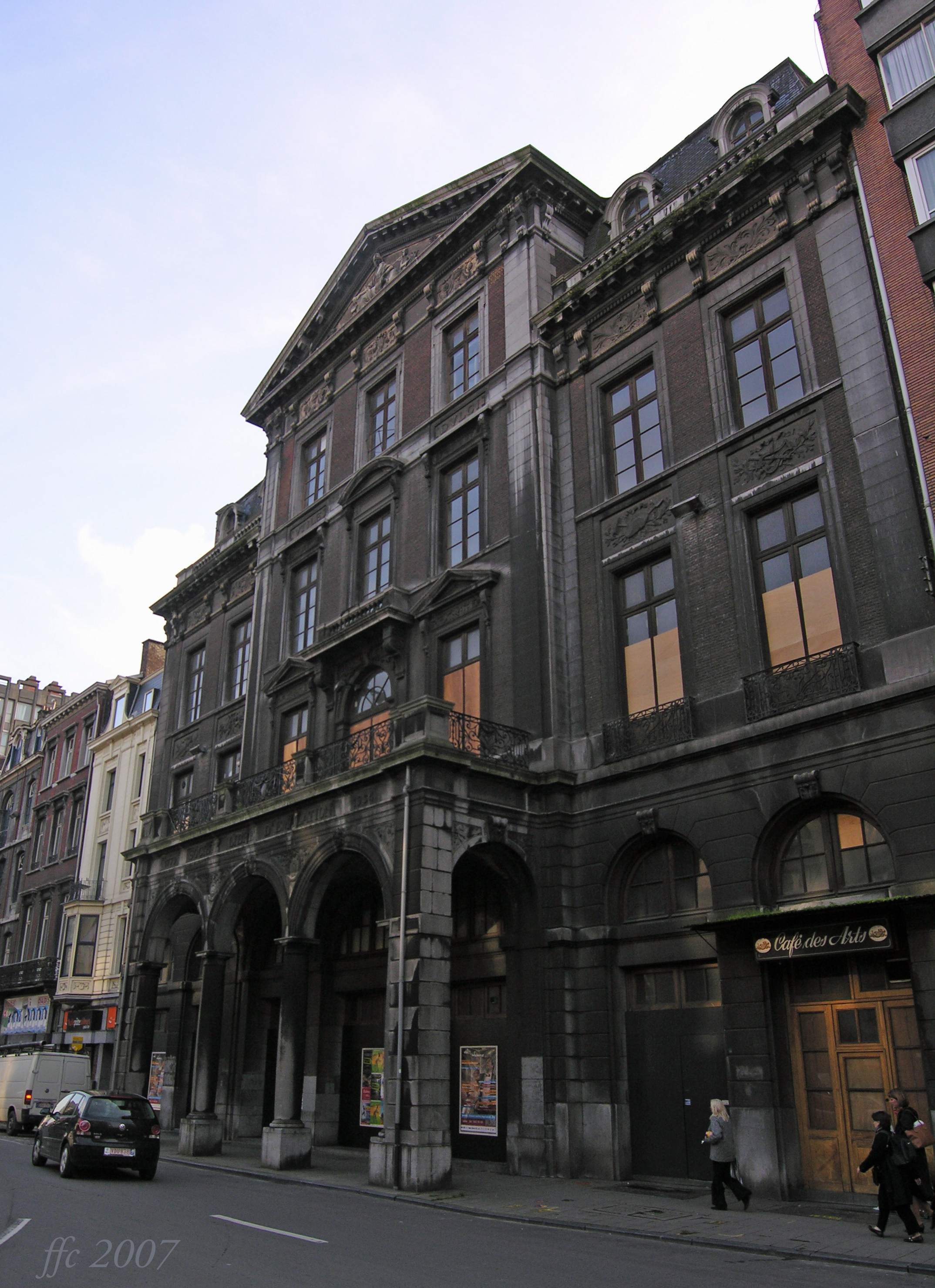
L'Émulation avant sa rénovation

L'origine du théâtre de Liège est liée au théâtre royal du Gymnase datant de 1918. À la suite de la démolition, dans les années 1970, du bâtiment situé place Saint-Lambert, l'institution déménagea place de l'Yser en 1973 et pris le nom de théâtre du Nouveau Gymnase. En 1983, il change de nom pour devenir le théâtre de la Place. L'institution est dirigée par Serge Rangoni depuis 2004. Sous son impulsion, le théâtre de la Place est devenu, en 2006, Centre européen de création théâtrale et chorégraphique et a participé à la mise en place des réseaux européens Prospero, RegioTheater O RegioDance et Corps de Textes Europe. À l'automne 2013, il emménage dans un bâtiment entièrement rénové situé place du XX août, l'Émulation, et prend le nom de théâtre de Liège.
Les bâtiments situés place de l'Yser ont été investis par des comédiens, musiciens et artistes, afin de faire de ces locaux laissés vacants un espace culturel gratuit durant les mois précédant la démolition, prévue au printemps 2014. Un historique des activités s'étant déroulées en quelques mois au TÀLP (Théâtre À la Place) est disponible sur l'agenda alternatif Démosphère Liège.

## Bâtiment et architecture

### Le site
Le théâtre de Liège occupe un îlot d’habitation dense du centre-ville de Liège. Il s’articule autour du bâtiment classé de la Société Libre de l'Émulation. Mais, il déborde largement pour accueillir les 7800 m² requis par le théâtre et ses équipements (ateliers, salle de répétition, loges, administration, cage de scène,...). À cet effet, quatre propriétés proches de l’Émulation ont été expropriées; deux sur la Place du XX août et deux autres, rue des Carmes. Le périmètre ainsi délimité forme une surface étendue mais de forme complexe.

### L’Émulation
Le bâtiment de l'Émulation n’est pas, à l’origine, dédié aux représentations théâtrales. C’est un lieu d’apparat avec une salle polyvalente dotée d’une scène étroite de 4 mètres de profondeur et d’un parterre à plat. Construit en 1934, le bâtiment possède une structure en béton armé mais sa façade affiche une autre époque. De style Louis XV, néoclassique, elle plonge vers le passé et le 18e siècle liégeois. Depuis 1998, cette façade, la toiture, le promenoir, la cage d’escalier et la salle sont classés au patrimoine immobilier de la Région wallonne.
L’atelier d’architecte entreprend sa rénovation et sa réaffectation à ses nouvelles fonctions culturelles : 
- La salle polyvalente est transformée pour accueillir la "Salle de la Grande Main" d’une capacité de 558 places.
  - La scène est agrandie pour atteindre les dimensions de 21 mètres de long sur 18 mètres de profondeur[6].
  - Un gradin est déposé dans la salle sans toucher aux murs, classés au patrimoine. Il s’apparente à une grande main qui porte le public vers la scène. Cette main est soutenue par un socle, une sorte de puissant poignet, encastré sous l’avant-scène. De celui-ci partent deux phalanges en acier qui forment l’ossature du gradin et qui reçoivent les différents paliers [7].
  - La régie est ouverte sur la salle, installée dans le prolongement du gradin, au niveau de la galerie, en face de la scène.
  - Les murs  avec les décors en stuc et les dorures, sont recouverts d’une couleur “gris-violet” qui unifie et neutralise le côté pompeux et désuet des décors. Cette couleur instaure une certaine impartialité[7].
- La billetterie, le vestiaire, le café sont installés au rez-de-chaussée. Les cloisons d’origine ont été supprimées pour “ouvrir” le théâtre vers la ville et apporter plus de transparence. Depuis le péristyle, on aperçoit la billetterie, le hall d’accueil et les murs de la "Salle de la Grande Main".
- Au premier étage, un restaurant, Le Baci, occupe un des anciens salons de l'Émulation[8].

### Les nouvelles extensions
Autour du bâtiment de l'Émulation, de nouveaux volumes s’articulent entre la place du XX août et la rue des Carmes. Ils accueillent les services techniques du théâtre (accès décors, réserves, les ateliers de couture, décoration, maquillage/perruque, rangement accessoire) et les outils nécessaires à la création et à l’accueil des artistes (salle de répétition, loges, foyer, …). Ces nouveaux corps de bâtiment sont recouverts de panneaux de verre griffés ou de baies vitrées translucides.
Accolée à la façade de l'Émulation, place du XX août, un nouveau volume fait face à la faculté des lettres de l’Université de Liège. À partir du deuxième niveau, il oblique et rompt avec l’alignement. Il se penche vers la place, en saillie au-dessus de l’espace public, comme un grand aplat vitré. Cette excroissance accueille la “Salle de l’Œil Vert” qui sert à la fois de petite salle de spectacle avec un gradin rétractable et de salle de répétition avec un plateau équivalent à celui de la “Salle de la Grande Main”.

### Infos supplémentaires
Auteur de projet : Atelier d’architecture Pierre Hebbelinck & Pierre de Wit
Maître d’ouvrage : Institut du Patrimoine Wallon / Ville de Liège
Programme : Construction d’un théâtre et restauration d’un bâtiment classé.
Année : 2003-2013
Surface : 7.800 m²
Budget : 19.950.000 € TVAC
Prix de l’urbanisme de la ville de Liège, 2013 - prix spécial du jury

## Logo

Logo du théâtre de Liège

En juillet 2015, le comité olympique japonais présente le logo officiel des Jeux olympiques d'été de 2020. Accusé de plagiat envers le logo du théâtre de Liège, il le retire en septembre de la même année en raison des controverses générées.